# Epke Zonderland
Epke Jan Zonderland (Lemmer, 16 april 1986) is een voormalig Nederlandse turner. Op de Olympische Zomerspelen van 2012 te Londen werd hij olympisch kampioen op het onderdeel rekstok. In zowel 2013, 2014 als 2018 werd hij wereldkampioen in deze discipline.

## Biografie
Zijn eerste succes haalde hij bij de junioren: in 2004 won hij een zilveren medaille op het toestel Rekstok tijdens de Europese kampioenschappen in Ljubljana en haalde hij de beste totaalscore van alle deelnemers aan de meerkamp. Hetzelfde jaar werd hij ook Nederlands kampioen meerkamp. Hij nam de titel over van zijn oudere broer Herre.
Bij het WK in Melbourne in 2005 waren Zonderland en Jeffrey Wammes de eerste Nederlandse mannen die zich wisten te kwalificeren voor de meerkampfinale. Hij bleef op alle toestellen foutloos en haalde een elfde plaats in het eindklassement. In 2006 won hij zijn eerste wereldbekerwedstrijd. In Teheran haalde hij goud op het onderdeel rekstok. Een jaar later leverde hij een unieke prestatie op het EK in Amsterdam: hij eindigde in de meerkamp als zesde. Nog nooit eindigde een Nederlandse man zo hoog in de meerkamp. Op de brug won hij een bronzen medaille.
Bij de wereldkampioenschappen in het Duitse Stuttgart op 4 september 2007 verdiende Zonderland een nominatie voor de Olympische Zomerspelen 2008 in Peking. Hij moest voor een definitieve deelname enkel nog vormbehoud aantonen in het daaropvolgende jaar. In de toestelfinale rekstok op het WK eindigde hij op een vierde plaats. Zonderland deed vervolgens mee aan de Olympische Spelen, maar werd door een val zevende. Met zijn deelname was hij de eerste Nederlandse mannenturner op de Olympische Spelen sinds 1928.
In 2011 won hij zijn eerste titel. Op 10 april 2011 werd hij Europees kampioen aan de rekstok in Berlijn.
Op 7 augustus 2012 won hij op de Olympische Zomerspelen 2012 in Londen goud op de rekstok met een score van 16,533. Zijn oefening omvatte onder meer een Cassina-Kovacs-Kolman-combinatie. Hij was op dat moment de enige persoon die ooit een drievoudig vluchtelement in een wedstrijd had uitgevoerd. Commentator Hans van Zetten roemde Zonderlands prestatie als "de oefening van zijn leven". De Duitser Fabian Hambüchen eindigde op de tweede plaats en de Chinees Zou Kai werd derde.
Op 6 oktober 2013 won hij op het WK turnen in Antwerpen goud op de rekstok. Een jaar later op 12 oktober 2014 behaalde hij tijdens het WK in Nanning wederom goud.
In 2009, 2011, 2012 en 2013 werd hij verkozen tot Nederlands sportman van het jaar.
Het jaar 2015 was echter niet zijn jaar: hij had veel tegenslagen. Hij viel tijdens het EK in Montpellier, wat hem daar een finaleplaats kostte, en in de voorbereiding voor het WK in Glasgow liep hij tijdens de training een hersenschudding en een duimblessure op, waardoor hij enkele weken niet kon trainen. Hierdoor lukten tijdens de kwalificaties voor de finale veel vluchtelementen niet waardoor hij ook hier de finale niet haalde en zijn titel kwijtraakte.
Tijdens de Olympische Zomerspelen 2016 in Rio de Janeiro viel Zonderland in de finale van de rekstok. Hij maakte daarna de oefening af, maar hiermee was de kans op een medaille weg. Hiermee raakte hij ook zijn laatste titel kwijt. Op het WK in Doha in 2018 heroverde hij de wereldtitel, met een voorsprong van 0,3 punt op Kohei Uchimura. Op hetzelfde toernooi haalde hij met Casimir Schmidt, Bart Deurloo, Frank Rijken en Bram Louwije ook de finale van de landenwedstrijd; zij eindigden als achtste.
Op het EK in Szczecin behaalde hij zijn derde Europese titel. Hij scoorde 15,266 punten en turnde volgens commentator Van Zetten "zijn beste oefening ooit".
Zonderland turnt bij Topsport NOORD te Heerenveen.
Op 24 juli 2021 heeft hij de knoop doorgehakt, "het is goed zo". Daarmee is er een einde gekomen aan zijn (professionele) sportcarrière.

## Persoonlijk
Zonderland  studeerde van 2006 tot 2018 geneeskunde aan de Rijksuniversiteit Groningen. In 2016 is Zonderland getrouwd. Hij heeft twee zonen en een dochter.

## Onderscheidingen
- Op 14 augustus 2012 ontving Zonderland een koninklijke onderscheiding uit handen van minister Edith Schippers. Hij werd benoemd tot Ridder in de Orde van Oranje-Nassau voor zijn gouden medaille tijdens de Olympische Spelen in Londen.
- Voor zijn gouden medaille op de Olympische Spelen in Londen werd Zonderland in zijn woonplaats Heerenveen op 16 augustus 2012 benoemd tot ereburger van die gemeente.
- In 2012 ontving Zonderland de Pahud de Mortanges Trofee.

## Palmares

### Nederlands kampioenschap
| Discipline | 2002   | 2004 | 2005   | 2006 | 2007   | 2008 | 2009 | 2010 | 2011   | 2012 | 2013 | 2014 |
| ---------- | ------ | ---- | ------ | ---- | ------ | ---- | ---- | ---- | ------ | ---- | ---- | ---- |
| Algemeen   | Zilver | Goud | Zilver | Goud | Zilver | Goud |      |      |        |      |      |      |
| Paard      |        |      | Goud   |      | Zilver |      |      |      |        |      |      |      |
| Rekstok    |        |      | Goud   | Goud | Goud   | Goud | Goud | Goud | Goud   | Goud |      |      |
| Ringen     |        |      | Brons  | Goud | Goud   |      |      |      |        |      |      |      |
| Vloer      |        |      | Zilver | Goud | Zilver |      |      |      |        |      |      |      |
| Brug       |        |      | Zilver | Goud | Goud   |      |      |      | Zilver |      |      |      |

### Internationaal
Wereldbekerwedstrijd
- 2006-  Zilver aan de rekstok in Glasgow
- 2006-  Goud aan de rekstok in Teheran
- 2007-  Goud aan de rekstok in Glasgow
- 2008-  Goud aan de rekstok in Madrid
- 2009-  Goud aan de rekstok in Moskou
- 2009-  Goud aan de rekstok in Maribor
- 2009-  Goud aan de rekstok in Stuttgart
- 2009-  Goud aan de rekstok in Glasgow
- 2010-  Goud aan de rekstok in Cottbus
- 2010-  Goud aan de rekstok in Doha
- 2011-  Goud aan de rekstok in Moskou
- 2011-  Goud aan de rekstok in Parijs
- 2012-  Goud aan de rekstok in Cottbus
- 2012-  Goud aan de rekstok in Maribor
- 2012-  Goud aan de rekstok in Gent

Wereldbekerfinale
- 2008 -  Goud aan de rekstok in Madrid

Europese kampioenschap
- 2007-  Brons op de brug in Amsterdam
- 2010-  Zilver aan de rekstok in Birmingham
- 2011-  Zilver op de brug in Berlijn
- 2011-  Goud aan de rekstok in Berlijn
- 2014-  Brons op de brug in Sofia
- 2014-  Goud aan de rekstok in Sofia
- 2018-  Zilver aan de rekstok in Glasgow
- 2019-  Goud aan de rekstok in Szczecin

Wereldkampioenschap
- 2009-  Zilver aan de rekstok in Londen
- 2010-  Zilver aan de rekstok in Rotterdam
- 2013-  Goud aan de rekstok in Antwerpen
- 2014-  Goud aan de rekstok in Nanning
- 2017-  Zilver aan de rekstok in Montreal
- 2018-  Goud aan de rekstok in Doha

Olympische Zomerspelen
- 2012-  Goud aan de rekstok in Londen

## Theater
- The Christmas Show (2016), als De Tuymelaar[11]

## Trivia
- Zonderland speelt mee in de videoclip War van Kensington.
- Bij Zonderlands optreden tijdens het EK 2018 in Glasgow gaf de commentator van de BBC-televisie hem de bijnaam "the Flying Doctor".